# Palpares digitatus
Palpares digitatus is een insect uit de familie van de mierenleeuwen (Myrmeleontidae), die tot de orde netvleugeligen (Neuroptera) behoort. 
Palpares digitatus is voor het eerst wetenschappelijk beschreven door Gerstäcker in 1894.